# Gustaf Malmström (brottare)
Gustaf Malmström, född den 4 juli 1884 i Malmö, död där den 24 december 1970, var en svensk brottare. Han blev olympisk silvermedaljör i grekisk-romersk stil -67,5 kg i Stockholm 1912.